# Râul Corbu, Litoral
Râul Corbu este un curs de apă, din zona litoralului Mării Negre. 